# Skok u dalj
Skok u dalj je atletska disciplina, na programu već na prvim modernim Olimpijskim igrama u Ateni 1896. godine.
Najslavniji skakači u dalj su Jesse Owens (8,13 m iz 1936.), Bob Beamon (8,90 m iz 1968.) i Carl Lewis (8,87 m iz 1991.).

## Skakalište
Skokovi u dalj se obično izvode na stadionima u sklopu atletskih natjecanja (Grand Prix), gdje tako tipični (nogometni) stadioni oko travnjaka imaju atletsku stazu od 400 m, poligon za bacanje kugle i skakalište za skok u dalj i troskok. Skakalište za skok u dalj sastoji se od zaletišta od ~ 50 m i bazena s pijeskom duljine ~ 10 m.

## Razvoj svjetskog rekorda u skoku u dalj

### Muškarci
| Datum               | Mjesto           | Duljina skoka    | Skakač                 | Državljanstvo          |
| ------------------- | ---------------- | ---------------- | ---------------------- | ---------------------- |
| 30. kolovoza 1991.  | Tokio (SP)       | 8,95 m (+ 5 cm)  | Mike Powell            | SAD                    |
| 18. listopada 1968. | Mexico City (OI) | 8,90 m (+ 55 cm) | Bob Beamon             | SAD                    |
| 19. listopada 1967. | Mexico City      | 8,35 m (± 0)     | Igor Ter-Owanesjan     | SSSR                   |
| 29. svibnja 1965.   | Modesto          | 8,35 m (+ 1 cm)  | Ralph Boston           | SAD                    |
| 12. rujna 1964.     | Los Angeles      | 8,34 m (+ 3 cm)  | Ralph Boston           | SAD                    |
| 15. kolovoza 1964.  | Kingston         | 8,31 m (± 0)     | Ralph Boston           | SAD                    |
| 10. lipnja 1962.    | Erevan           | 8,31 m (+ 3 cm)  | Igor Ter-Owanesjan     | SSSR                   |
| 16. srpnja 1961.    | Moskva           | 8,28 m (+ 4 cm)  | Ralph Boston           | SAD                    |
| 27. svibnja 1961.   | Modesto          | 8,24 m (+ 3 cm)  | Ralph Boston           | SAD                    |
| 12. kolovoza 1960.  | Walnut           | 8,21 m (+ 8 cm)  | Ralph Boston           | SAD                    |
| 25. svibnja 1935.   | Ann Arbor        | 8,13 m (+ 15 cm) | Jesse Owens            | SAD                    |
| 27. listopada 1931. | Tokio            | 7,98 m (+ 5 cm)  | Chuhei Nambu           | Japan                  |
| 9. rujna 1928.      | Pariz            | 7,93 m (+ 3 cm)  | Sylvio Cator           | Haiti                  |
| 7. srpnja 1928.     | Cambridge        | 7,90 m (+ 2 cm)  | Edward Hamm            | SAD                    |
| 13. lipnja 1925.    | Chicago          | 7,89 m (+ 13 cm) | William DeHart Hubbard | SAD                    |
| 7. srpnja 1924.     | Pariz            | 7,76 m (+ 7 cm)  | Robert LeGendre        | SAD                    |
| 23. srpnja 1921.    | Cambridge        | 7,69 m (+ 8 cm)  | Edward Gourdin         | SAD                    |
| 5. kolovoza 1901.   | Dublin           | 7,61 m           | Peter O'Connor         | Ujedinjeno Kraljevstvo |

### Žene
| Datum               | Mjesto       | Duljina skoka    | Skakač                 | Državljanstvo                  |
| ------------------- | ------------ | ---------------- | ---------------------- | ------------------------------ |
| 11. lipnja 1988.    | Leningrad    | 7,52 m (+ 7 cm)  | Galina Čistakova       | SSSR                           |
| 13. kolovoza 1987.  | Indianapolis | 7,45 m (± 0)     | Jackie Joyner-Kersee   | SAD                            |
| 21. lipnja 1986.    | Tallinn      | 7,45 m (± 0)     | Heike Drechsler        | Njemačka Demokratska Republika |
| 3. srpnja 1986.     | Dresden      | 7,45 m (+ 1 cm)  | Heike Drechsler        | Njemačka Demokratska Republika |
| 22. rujna 1985.     | Berlin       | 7,44 m (+ 1 cm)  | Heike Drechsler        | Njemačka Demokratska Republika |
| 4. lipnja 1983.     | Bukurešt     | 7,43 m (+ 16 cm) | Anişoara Cuşmir        | Rumunjska                      |
| 4. lipnja 1983.     | Bukurešt     | 7,27 m (+ 6 cm)  | Anişoara Cuşmir        | Rumunjska                      |
| 15. svibnja 1983.   | Bukurešt     | 7,21 m (+ 1 cm)  | Anişoara Cuşmir        | Rumunjska                      |
| 1. kolovoza 1982.   | Bukurešt     | 7,20 m (+ 5 cm)  | Vali Ionescu           | Rumunjska                      |
| 1. kolovoza 1982.   | Bukurešt     | 7,15 m (+ 6 cm)  | Anişoara Cuşmir        | Rumunjska                      |
| 29. kolovoza 1978.  | Prag         | 7,09 m (+ 2 cm)  | Vilma Bardauskienė     | SSSR                           |
| 18. kolovoza 1978.  | Kišinjev     | 7,07 m (+ 8 cm)  | Vilma Bardauskienė     | SSSR                           |
| 19. svibnja 1976.   | Dresden      | 6,99 m (+ 7 cm)  | Sigrun Siegl           | Njemačka Demokratska Republika |
| 9. svibnja 1976.    | Dresden      | 6,92 m (+ 8 cm)  | Angela Voigt           | Njemačka Demokratska Republika |
| 3. rujna 1970.      | Torino       | 6,84 m (+ 2 cm)  | Heide Rosendahl        | Njemačka                       |
| 14. listopada 1968. | Mexico City  | 6,82 m (+ 6 cm)  | Viorica Viscopoleanu   | Rumunjska                      |
| 14. listopada 1964. | Tokio        | 6,76 m (+ 6 cm)  | Mary Rand              | Ujedinjeno Kraljevstvo         |
| 4. srpnja 1964.     | Moskva       | 6,70 m (+ 17 cm) | Tatjana Šelkanova      | SSSR                           |
| 10. lipnja 1962.    | Leipzig      | 6,53 m (+ 5 cm)  | Tatjana Šelkanova      | SSSR                           |
| 16. srpnja 1961.    | Moskva       | 6,48 m (+ 6 cm)  | Tatjana Šelkanova      | SSSR                           |
| 23. lipnja 1961.    | Berlin       | 6,42 m (+ 2 cm)  | Hildrun Claus          | Njemačka Demokratska Republika |
| 7. kolovoza 1960.   | Erfurt       | 6,40 m (+ 5 cm)  | Hildrun Claus          | Njemačka Demokratska Republika |
| 27. studenog 1956.  | Melbourne    | 6,35 m (± 0)     | Elzbieta Krzesinska    | Poljska                        |
| 20. kolovoza 1956.  | Budimpešta   | 6,35 m (+ 4 cm)  | Elzbieta Krzesinska    | Poljska                        |
| 18. studenog 1955.  | Tiflis       | 6,31 m (+ 3 cm)  | Galina Vinogradova     | SSSR                           |
| 20. veljače 1954.   | Gisborne     | 6,28 m (± 0)     | Yvette Williams        | Novi Zeland                    |
| 11. rujna 1955.     | Moskva       | 6,28 m (+ 3 cm)  | Galina Vinogradova     | SSSR                           |
| 19. rujna 1943.     | Leiden       | 6,25 m (+ 13 cm) | Francina Blankers-Koen | Nizozemska                     |
| 30. srpnja 1939.    | Berlin       | 6,12 m (+ 14 cm) | Christel Schulz        | Njemačka                       |
| 20. svibnja 1928.   | Osaka        | 5,98 m           | Kinue Hitomi           | Japan                          |